# 全國捷特快線航空
科巴姆航空的全称是澳大利亚科巴姆服务航空（Cobham Aviation Services Australia），其前身名为国立捷特系统航空（National Jet Systems），是一家澳大利亚的班机和包机航空公司，总部位于阿德莱德。